# Rustburg
Rustburg és una concentració de població designada pel cens dels Estats Units a l'estat de Virgínia. Segons el cens del 2000 tenia 1.271 habitants.

## Demografia
Segons el cens del 2000, Rustburg tenia 1.271 habitants, 474 habitatges, i 321 famílies. La densitat de població era de 45,3 habitants per km².
Dels 474 habitatges en un 29,7% hi vivien nens de menys de 18 anys, en un 51,9% hi vivien parelles casades, en un 11,6% dones solteres, i en un 32,1% no eren unitats familiars. En el 28,7% dels habitatges hi vivien persones soles el 9,7% de les quals corresponia a persones de 65 anys o més que vivien soles. El nombre mitjà de persones vivint en cada habitatge era de 2,41 i el nombre mitjà de persones que vivien en cada família era de 3.
Per edats la població es repartia de la següent manera: un 21,8% tenia menys de 18 anys, un 8,1% entre 18 i 24, un 32,2% entre 25 i 44, un 24% de 45 a 60 i un 13,9% 65 anys o més.
L'edat mediana era de 37 anys. Per cada 100 dones de 18 o més anys hi havia 113,3 homes.
La renda mediana per habitatge era de 31.797 $ i la renda mediana per família de 31.758 $. Els homes tenien una renda mediana de 29.615 $ mentre que les dones 20.536 $. La renda per capita de la població era de 14.972 $. Entorn del 10,8% de les famílies i el 13,5% de la població estaven per davall del llindar de pobresa.

## Poblacions més properes
El següent diagrama mostra les poblacions més properes.